# Faris ad-Din Aktay
Faris ad-Din Aktay al-Dschamdar (arabisch فارس الدين أقطاى الجمدار, DMG Fāris ad-Dīn Aqtai al-Ǧamdārī; † Januar 1254 in Kairo) war am Ende der Ayyubiden- und zu Beginn der Mamlukenherrschaft in Ägypten ein einflussreicher Emir des Bahri-Regiments.
Am Hof von Sultan as-Salih Ayyub nahm Aktay unter anderem den Posten des „Hüters der Garderobe“ war, was seinen Beinamen al-Dschamdār erklärt.
Während des Kreuzzugs des französischen Königs Ludwig IX. nach Ägypten (Sechster Kreuzzug) war Aktay der erste Emir des mamlukischen Bahriyya-Regiments. Nach dem Tod des Sultans im November 1249 wurde er von der Sultana Schadschar ad-Durr nach Hisn Keyfa entsandt, um von dort den Sultanssohn al-Mu’azzam Turan Schah nach Ägypten zu geleiten. Anschließend, im Frühjahr 1250, zeichnete er sich zusammen mit Baibars bei der erfolgreichen Verteidigung von al-Mansura aus. Dabei führte er erstmals auch sein eigenes Regiment, die Dschamdāriyya-Mamluken ins Feld. Am 2. Mai 1250 war Aktay der führende Kopf bei der Verschwörung gegen Sultan Turan Schah, den er persönlich im Nil enthauptete. Zudem schnitt er dem Sultan das Herz heraus mit der Absicht, es an den gefangenen Ludwig IX. zu verkaufen.
Obwohl Aktay der Kommandant des kampfstarken Bahri-Regiments war, konnte er sich im Machtkampf um den Sultansthron gegen Aybak nicht durchsetzen. Aybak war ebenfalls ein Mamluk, gehörte aber nicht dem Bahri-Regiment an. Er heiratete die Sultana Schadschar ad-Durr und bemächtigte sich somit der Herrschaft. Aktay und Baibars opponierten sofort gegen Aybaks Autorität, terrorisierten die Bevölkerung von Kairo und betrieben erfolgreich die Inthronisierung des Ayyubidenprinzen al-Aschraf Musa zum Co-Sultan. Am 2. Februar 1251 schlug Aktay in der Schlacht von al-Kura einen Invasionsversuch des Ayyubiden-Sultans von Syrien, an-Nasir Yusuf, zurück, was dem Bahri-Regiment zusätzliches Prestige einbrachte. Ein anschließender Vorstoß Aktays nach Palästina führte zur Eroberung von Gaza. Allerdings wurde sein Weitermarsch in einem Gefecht bei Nablus von an-Nasir Yusuf gestoppt, worauf er sich nach Ägypten zurückzog.
Nachdem er 1253 einen Aufstand der Beduinen im Nildelta blutig niedergeschlagen hatte, avancierte Aktay für Aybak endgültig zum ernsthaften Konkurrenten um die Macht in Ägypten. Im Januar 1254 vereinbarten beide ein gemeinsames Gespräch in der Kairoer Zitadelle, um ihre Differenzen auszuräumen. Als Aktay dort eintraf, wurde er jedoch von den Leibmamluken des Sultans unter der Führung des Emirs Qutuz umstellt und erschlagen. Sultan Aybak führte darauf eine Säuberungsaktion gegen die Bahri-Mamluken durch, der aber mehrere von ihnen entkommen konnten. Baibars floh beispielsweise nach Syrien ins Exil.